# Jaime Franco
Jaime Eduardo Franco Ugarte (n. Vallenar, Chile, 14 de septiembre de 1946) es un abogado chileno. Ingresó al Poder Judicial el 5 de noviembre de 1973.

estudio Derecho en la Pontificia Universidad Católica de Chile, donde Juro como abogado el 21 de junio de 1971. 
nombrado Ministro titular de la Corte de Apelaciones de La Serena el  16 de agosto de 1996 hasta la actualidad, además de presidente en dos ocasiones de la Corte de Apelaciones de La Serena.
El primer periodo de marzo de 1999 hasta febrero de 2000 y el segundo periodo en 2009-2010. 
| Predecesor: Maria Schneider Salas  | Presidente de la Corte de Apelaciones de La Serena 1999 - 2000 | Sucesor:                    |
| Predecesor: Gloria Torti Ivanovich | Presidente de la Corte de Apelaciones de La Serena 2009 - 2010 | Sucesor: Juan Shertzer Díaz |